# Diclasiopa niveipennis
Diclasiopa niveipennis är en tvåvingeart som först beskrevs av Becker 1896.  Diclasiopa niveipennis ingår i släktet Diclasiopa och familjen vattenflugor. Inga underarter finns listade i Catalogue of Life.